# La venganza de Nalvillos
La venganza de Nalvillos es una leyenda castellana de la Edad Media, en un contexto histórico que comprende la relación de Alfonso VI de León con Al-Mamún, rey de Toledo a mediados del siglo XI, la conquista por parte del primero de la ciudad de Toledo en 1085 y la posterior toma de la ciudad de Talavera (conquistada por los cristianos en primera instancia en 1083) debido al empuje almorávide. Narra una historia de adulterio en un triángulo amoroso entre una joven mora, Ajá Galiana, su marido cristiano Nalvillos y el antiguo prometido de la primera, Jezmín Yahía.

## La leyenda
A finales del siglo XII era conocida  la cordial de amistad que mantuvieron Alfonso VI y Al-Mamún, penúltimo rey musulmán de Toledo. Mientras Alfonso VI permaneció desterrado de León en Toledo Al Mamún le trató con muchas atenciones. Llegó hasta el punto de asignarle una escolta de musulmanes cuando regresó a Castilla a la muerte de su hermano Sancho II de Castilla. En contrapartida, sintiéndose agradecido, Alfonso no invadió la ciudad de Toledo hasta que Al Mamún falleció, además de tomar como pupila a su pariente (hija o sobrina) Ajá Galiana.

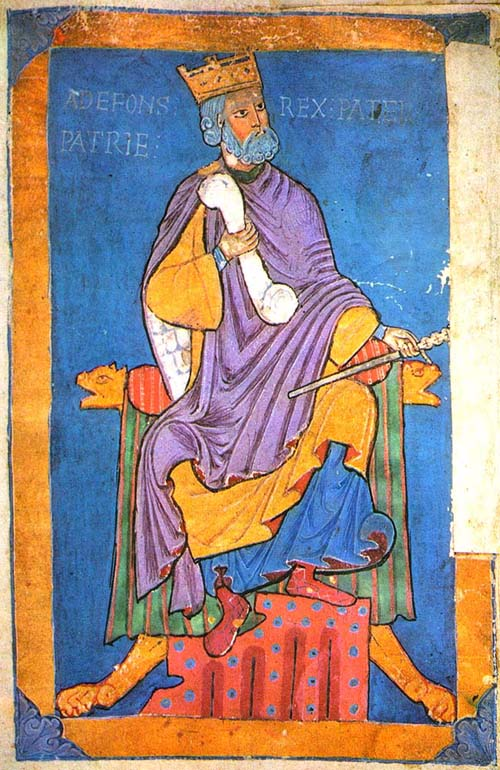
El punto de partida de la leyenda es la amistad entre Alfonso VI y Al-Mamún.

El relato difundido por la tradición cuenta que la joven doncella mora, hermosa y de porte distinguido, —traída hasta Ávila desde Toledo por Fernando de Lago y una caballería de jinetes cristianos y musulmanes— había sido puesta por el rey bajo tutela de Urraca I de León y Raimundo de Borgoña. La joven fue conducida a Galicia por estos últimos y fue bautizada adquiriendo el nombre de Urraca. Se tramitó su matrimonio con Nalvillos Blázquez, hijo del gobernador de Ávila, locamente enamorado de Ajá Galiana, pese a estar prometido a una noble, Arias Galindo. El rey aceptó el casamiento a regañadientes, puesto que tenía planeado casarla con otro pariente de Al Mamún, Jezmín Yahía, sirviente suyo al que había concedido tierras en la orilla del Tajo cerca de Talavera. Este último, indignado por el desplante, juró en secreto matar al hijo del Gobernador. A raíz de este cambio de planes se concertó la boda del hermano de Nalvillos, Blasco Jimeno, con Arias Galindo para solventar la afrenta  a los padres de esta última.

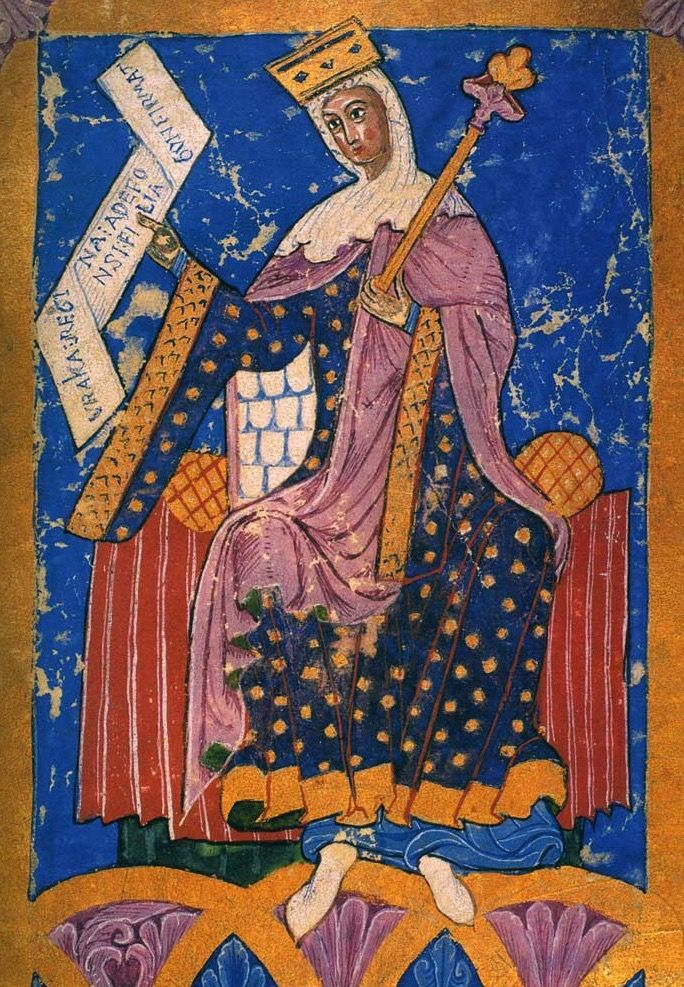
Urraca I de León tiene un pequeño papel en el relato.

Durante un viaje por Talavera de Nalvillos éste fue recibido por Jezmín, que le agasajó con multitud de atenciones, sin dar a entender su malestar e inquina hacia Nalvillos. Tan agraciado se sintió por las atenciones recibidas que invitó al moro a la boda de su hermano, que se celebraría en Ávila. En las justas del evento, celebradas en una explanada fuera de la muralla,  Nalvillos descabalgó a Jezmín Yahía. Ajá Galiana sintió revivir los sentimientos que tenía hacia el musulmán, que lejos de haber quedado maltrecho de la justa sólo resultó herido en el orgullo y volvió a jurar que daría muerte a Nalvillos. Esa misma noche Galiana dejó un mensaje a Jezmín instándole a que se reuniera con ella en su ventana y la reclamara con el silbido que solían usar entre ellos de niños. En sus aposentos le confesó su amor hacia él y su matrimonio desdichado y acordó con él que hasta que el momento de escapar juntos fuese propicio únicamente se reunirían durante las ausencias de Nalvillos cuando éste marchaba a la guerra. Nalvillos al regresar victorioso de sus batallas con los musulmanes descubrió que Ajá Galiana le había abandonado para reunirse con Yahía, y partió en su búsqueda.
A partir de ahí unas versiones relatan que Nalvillos atacó Talavera y en el lecho de la pareja de adúlteros del palacio de Jezmín ambos fueron pasados a cuchillo por el castellano Otra versión recogida en un manuscrito de 1517, con un final más florido y poético cuenta que Nalvillos se introdujo de incógnito en la ciudad de Talavera, donde vivía la pareja, vestido de mercader de hierbas, y cuando llegó hasta Galiana, la perdonó y le suplicó que volviera con él, a lo que la mora respondió haciéndole prender por los guardias y llamando a Yahía. Fue condenado por el musulmán a ser quemado a la hoguera. En la pira Nalvillos solicitó como último deseo hacer sonar el cuerno de guerra que siempre le acompañaba. La petición fue atendida y ese fue el momento cuando los servidores de Nalvillos, emboscados cerca del palacio, salieron a rescatar a su señor, que finalmente decretó que ambos amantes fueran arrojados a la hoguera. Nalvillos pasó a la leyenda como un gran guerrero.